# 大村皓一
大村 皓一（おおむら こういち、1938年 -2024年2月12日）は、日本の工学者、グラフィックデザイナー、プログラマー。元宝塚造形芸術大学副学長。
上海生まれ。大阪大学工学部通信工学科、同大学大学院工学研究科博士課程。工学博士。

## 経歴
- 1938年、上海に生まれる。
- 1948年、佐世保市に帰国。
- 1960年、大阪大学工学部卒業。
- 1960~82年、大阪大学においてコンピュータやCGに取り組む。
- 1968年、同・大学院博士課程修了(工学博士)。
- 1973年、同・工学部電子工学科助教授となる。
- 1982年、CGシステム「LINKS-1」を試作・発表[3]。
- 1983年、全編フルCG映画『ゴルゴ13』の制作総指揮。
- 1985年、筑波EXPO'85・富士通パビリオンで全天周立体映像『ユニバース』のCGテクニカルディレクターを務める。
- 1982年から劇場版アニメ映画「ゴルゴ13」のCG部分を制作する[4]。
- 1988年、大阪学院大学国際学部教授に就任。テレビ大阪をキー局とするTX系列（5局ネット）TV番組『Qット！サイエンス』にキャスターとして出演。
- 1991年から人体を研究し、その人の持つ技術を後世、或いは他者に残すための研究「人工技能」の研究を始める。NHKスペシャルで放送された人体のCGモデル「人体」を作品として持つ。
- 1994年、世界リゾート博・関西電力パビリオン「リトルトッピーの冒険館」を総合監修。
- 1996年、宝塚造形芸術大学造形学部映像造形学科教授に就任。同年、円谷プロダクションよりCG製作の依頼を受け、映像造形学科の実習授業の一環としてこれに取り組む。のち造形研究科の大学院生らを含めたメンバーからなる「大村皓一イメージラボ」を創設し『ウルトラマンゼアス2』などのCG製作を手掛けた[5]。
- 人工知能制作システムソフト開発、プラウザー画面制作ソフト開発、EC(電子取引)システムの開発など、ネットワーク化の進展に伴う分野でのシステム開発・ビジネスモデル開発の指導。また、ミノルタ(株)、(株)富士通研究所、松下電工(株)の各社で顧問として技術指導に携わっている。

## 人物
- 日本におけるCG草創期を代表する一人である。レイトレーシング法による3次元コンピュータグラフィックスを高速に描くために、複数のCPUを並列で動作させる専用コンピュータLINKS-1・LINKS-2を開発した。またメタボール理論を実用化して、「ゴルゴ13」「人体」のCG映像制作に役立てた。
- インベーダーゲームの製作に携わっていたこともある。
- 「人工技能」の研究では異分野のエキスパート達（数学者、医者、天文学者、数値流体力学者etc・・・）らが集い、その研究の中で結果を出すため、自らが研究グループの長を務める。スポーツトレーナー、手塚一志をして「天才」と言わしめる。（その専門性の壁に縛られることなく、柔軟な発想と的確にリーダーシップを発揮し、集団をまとめていた。）その結果はNMP(New Motion Principle)=新運動原理として、手塚一志の指摘したジャイロボールの存在と共に後世の注目を浴びる。

## 著書
- ハロー!Links―コンピュータ・グラフィックスまるかじり ISBN 978-4754890049
- 映像ワンダーランドへようこそ―コンピュータグラフィックスのすべて ISBN 978-4893520418
- メジャーリーグVS日本野球　スウィング理論の冒険  ISBN 978-4061495555